# Oláh (családnév)
Az Oláh régi magyar családnév. Népnév, amely etnikai hovatartozásra utal. Jelentése román nemzetiségű. 2020-ban a 16. leggyakoribb családnév volt Magyarországon. 38 407 személy viselte ezt a vezetéknevet.

## Híres Oláh nevű személyek

### Képzőművészet
- Oláh György (1946) magyar grafikusművész
- Oláh Katalin (1974) szobrászművész
- Oláh Mara (1945–2020) roma származású magyar festőművész, emlékíró
- Oláh Mátyás László (1975) magyar szobrászművész
- Oláh Sándor (1886–1966) festőművész, grafikus
- Oláh Sándor (1907–1983) szobrászművész
- Oláh Zoltán (1974) grafikus és festőművész

### Színház- és filmművészet
- Oláh Gábor (1937) filmrendező
- Oláh Gusztáv (1901–1956) magyar operarendező, jelmez- és díszlettervező
- Oláh Zoltán (1890–1958) színész
- Oláh Zoltán (1982) Kossuth-díjas balettművész
- Oláh Zsuzsa (1960) Jászai Mari-díjas színésznő

### Zene
- Oláh Ibolya (1978) magyar énekesnő
- Oláh Kálmán (1910–1990)  cigányprímás, zeneszerző
- Oláh Károly (1841–1900) magyar zeneszerző, a nagykőrösi református tanítóképezde igazgató-tanára
- Oláh Tibor (1927–2002) erdélyi magyar zeneszerző
- Oláh Vilmos (1975) Liszt Ferenc-díjas hegedűművész

### Politika
- Oláh István (1926–1985) magyar hadseregtábornok, honvédelmi miniszter
- Oláh Lajos (1969) magyar jogász, politikus, országgyűlési képviselő
- Oláh Miklós (1493–1568) román származású humanista és történész

### Sport
- Oláh Aladár (1883–1967) magyar labdarúgó, kapus, nemzetközi labdarúgó-játékvezető
- Oláh Erika (1975) magyar labdarúgó
- Oláh Eszter (1968) magyar válogatott magyar labdarúgó
- Oláh Ferenc (1951) válogatott magyar labdarúgó, edző
- Oláh Géza (1925–?) válogatott magyar labdarúgó
- Oláh Károly (1884–1937) válogatott magyar labdarúgó
- Oláh Katalin (1968) világbajnok tájfutó
- Oláh Lóránt (1979) magyar labdarúgó
- Oláh Zsuzsa (1960) asztaliteniszező

### Tudomány
- Oláh Andor (1923–1994) orvos, természetgyógyász, etnográfus
- Oláh Edit (1947) Széchenyi-díjas genetikus, onkogenetikus, az MTA rendes tagja
- Oláh Ferenc (1939–2014) erdélyi magyar nyelvész
- Oláh György (1927–2017) Nobel-díjas magyar származású amerikai kémikus
- Oláh Miklós (1931–2018) görögkatolikus lelkész, tanár, a Papnevelő Intézet vezetője
- Oláh Pál (1921–1969) magyar állatorvos, mikrobiológus